# Hydriomena testaceata
Hydriomena testaceata là một loài bướm đêm trong họ Geometridae.